# 1996 XF19
1996 XF19 är en asteroid i huvudbältet som upptäcktes den 8 december 1996 av den japanska astronomen Takao Kobayashi vid Ōizumi-observatoriet.